# バングラデシュの繊維産業

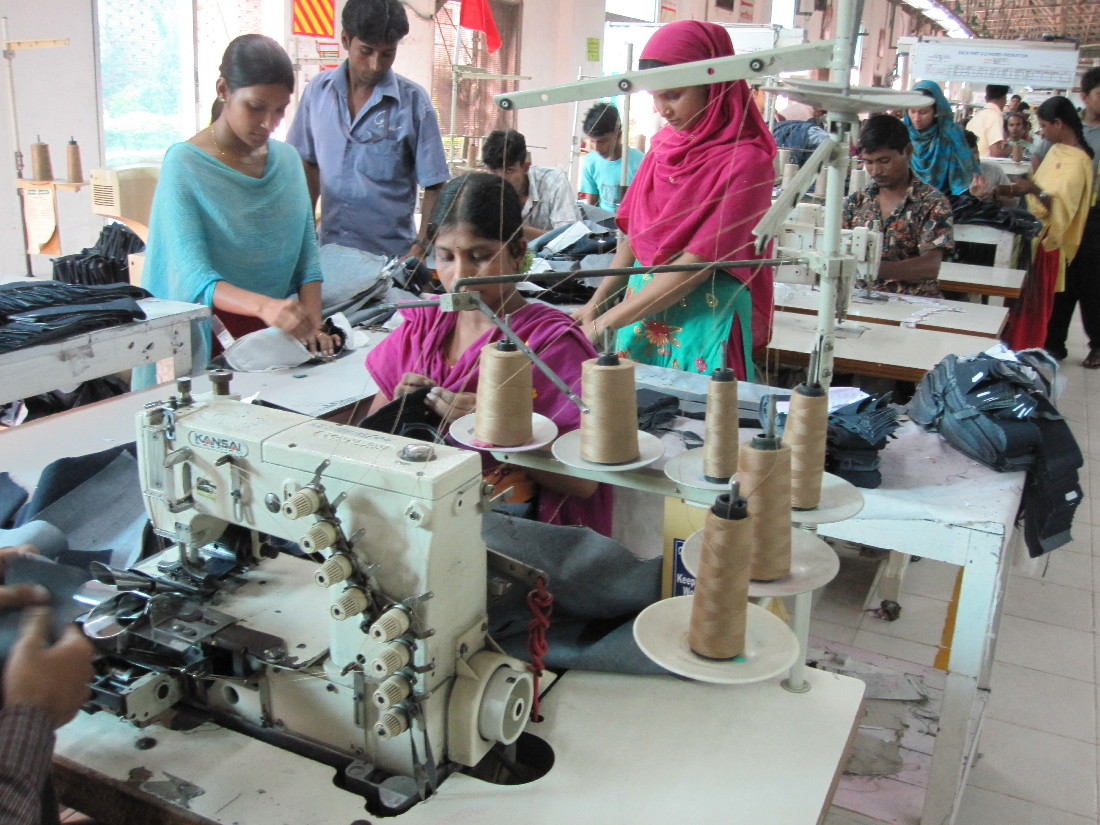
バングラデシュのダッカ郊外の繊維工場の労働者。

バングラデシュの繊維産業（Textile industry in Bangladesh）についての解説。 
バングラデシュの急速な発展途上にある経済における唯一の成長源は織物と衣服産業である。織物と衣類の輸出は外貨獲得の主な要因である。繊維産業と衣料産業は、バングラデシュの急速に発展している 経済の単一の成長源を提供し繊維製品および衣服の輸出は、外国為替収益の主な源泉である。2002年までに、繊維製品、衣料品、 既製服 （RMG）の輸出は、バングラデシュの商品輸出全体の77％を占めた。 
1972年、世界銀行はバングラデシュのGDPを62億9千米ドルと予測し、バングラデシュのGDPは2014年までに1738億2千万米ドルにまでに成長した。またそのうちの312億米ドルは輸出により生み出され、82パーセントはRMG（既製服）であった。 
2016年の時点で、バングラデシュは衣料品生産において中国に次いで世界２位を占めた。 バングラデシュは、世界で2番目に大きい西洋のファストファッションブランドのアパレル輸出国で欧米ブランドの輸出契約の60％はヨーロッパのバイヤーと、約40％はアメリカのバイヤーとのものである。 繊維工場の5％のみが外国投資家によって所有されており、生産の大部分は地元の投資家によって管理されている。 
2016~2017年の財政年度においてRMG（既製服）業界では、総輸出額の80.7％、GDPの12.36％である281.4億ドルが生み出された。RMG（既製服）業界はまた、環境に配慮した生産活動の実践も行っていた。  
バングラデシュの織物産業は貿易対援助の議論のまととなっていた。バングラデシュの衣料産業の開放的な貿易体制の奨励は、対外援助よりもはるかに効果的な援助体制であると主張されている。世界の衣料品市場におけるWTO（世界貿易機関）の新繊維協定(ATC)およびEBA協定（武器以外のすべての輸入品に対する関税免除）および米国の2009年関税免除支援による割当などの制度はバングラデシュの既製服産業の起業家に恩恵をもたらした。 
2012年、繊維産業は同国の全産業雇用の45％を占めたが、バングラデシュの国民総所得の5％しか占めていなかった。 
何千人もの死者を出した数件の工場火災及び崩壊の後、バングラデシュの織物工業とそのバイヤーらは非難にさらされてきた。多くの人々は労働者の安全性侵害の可能性に懸念を抱いており、政府が安全基準を向上させるために活動している。女性の役割は、議論において重要である。というのも、織物産業は女性にとって経済的安全の重要な手段であると主張する人もいれば、一方で、男性と比べて、女性ばかりが不当に扱われている織物労働者であり、そのような事故の不当な犠牲になっているのは女性ばかりであるという事実に焦点を当てている人もいる。 
よりよい労働条件を確保するための対策が講じられているが、多くの人はより多くの対策ができるはずだと主張し続けている。成長の波に乗り、ハードウェアにも関わらず、バングラデシュのアパレル製造業は、輸入原綿から直接強力に後方連結された糸製造工場に依存して、付加価値の60％のしきい値に達し、30.61米ドルの新しい輸出高に達した。2018会計年度で10億になる。  

## バングラデシュの繊維生産の歴史

### 初期の歴史

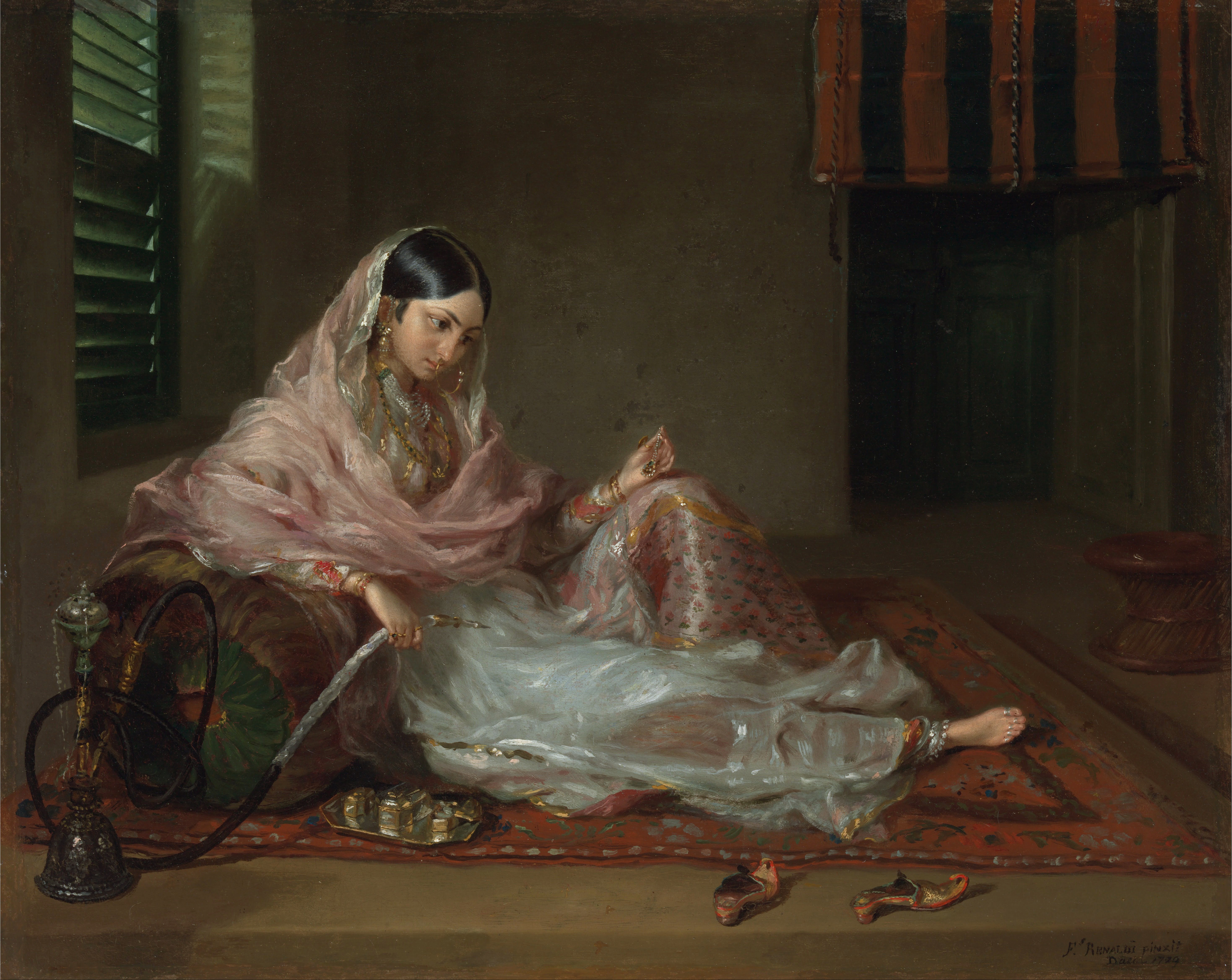
ダッカの女性は、18世紀の美しいベンガルモスリンをまとっていました。

ムガル帝国の支配下ではベンガルスバは16世紀から18世紀にかけての世界的なモスリンとシルクの取引の中心地でムガール時代綿花生産の最も重要な中心地はベンガル、特に首都ダッカ周辺で、中央アジアなどの遠い市場でモスリンが「ダカ」と呼ばれるようになる。ベンガルは綿や絹の織物をヨーロッパ、 インドネシア 、 日本などの市場に輸出した。 ベンガルは、たとえばアジアからオランダ会社が輸入した織物の50％以上、絹の約80％を生産した。  

## 雇用

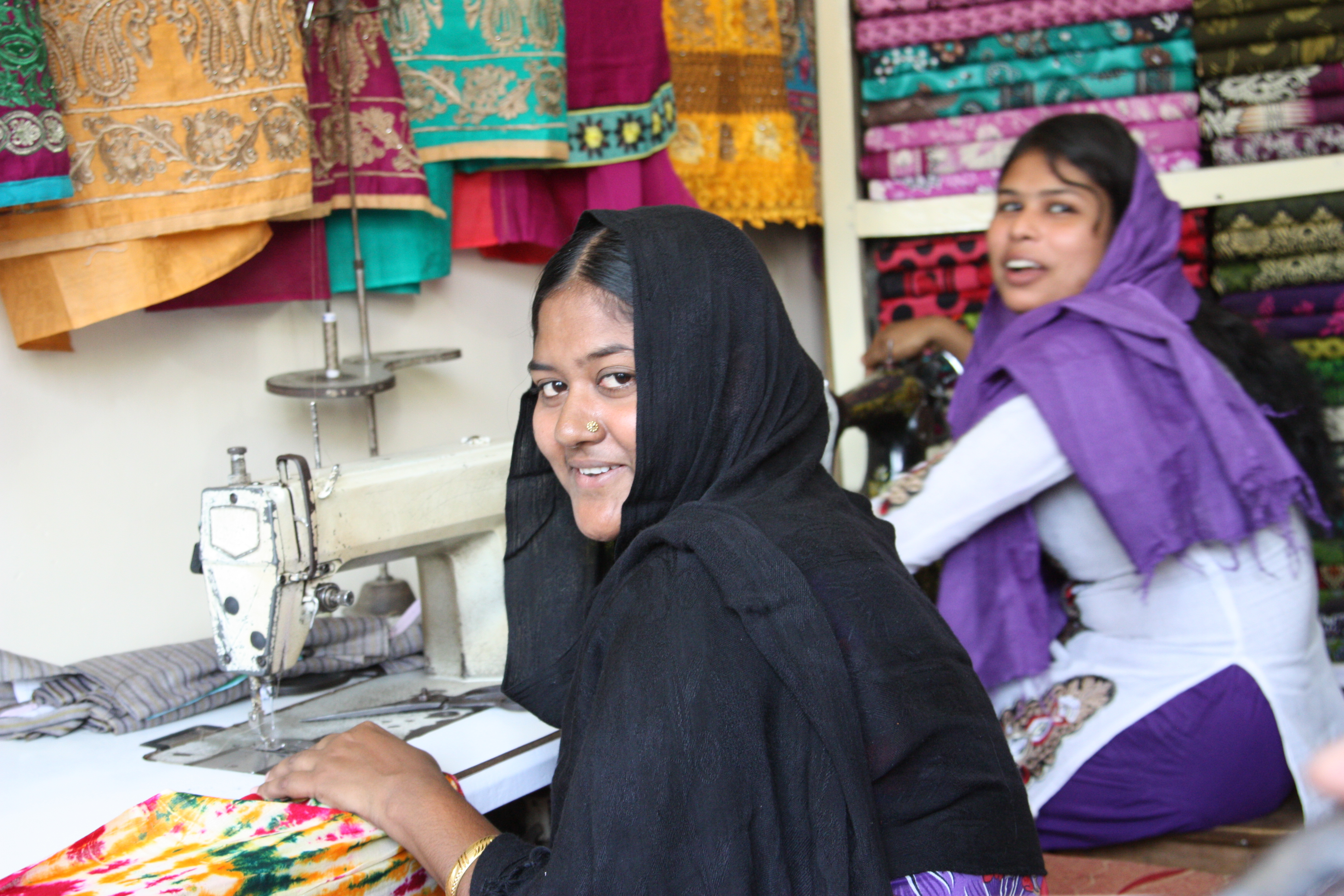
バングラデシュの縫製工場の労働力の80％以上は女性です。

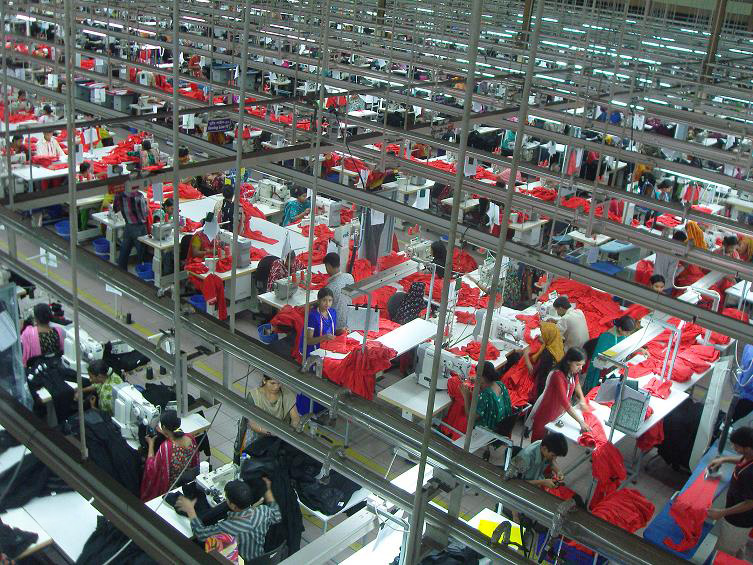
バングラデシュの縫製工場

### 人間工学的ハザード

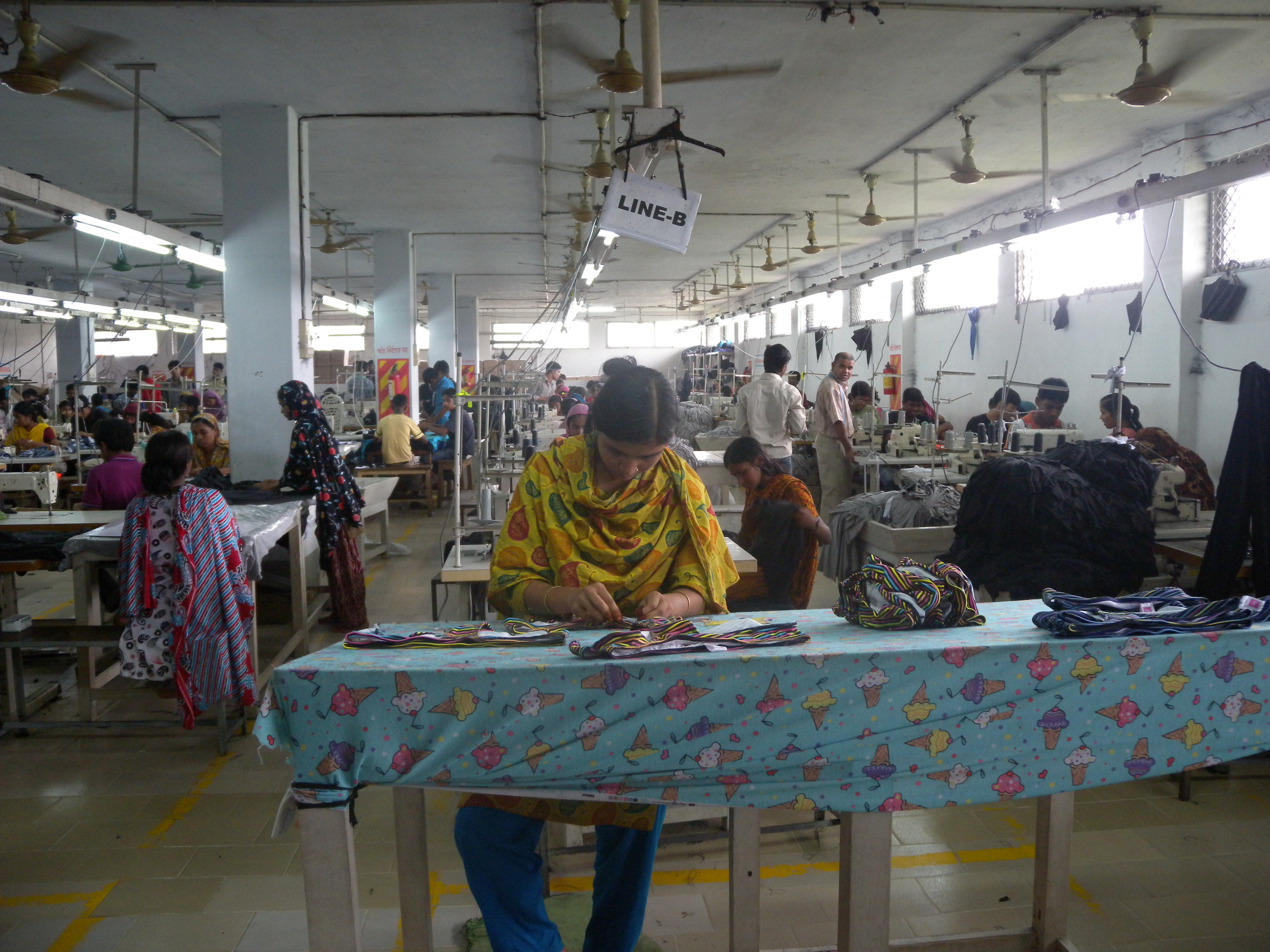
バングラデシュの縫製工場内の作業環境

#### 漂白剤とアゾ染料

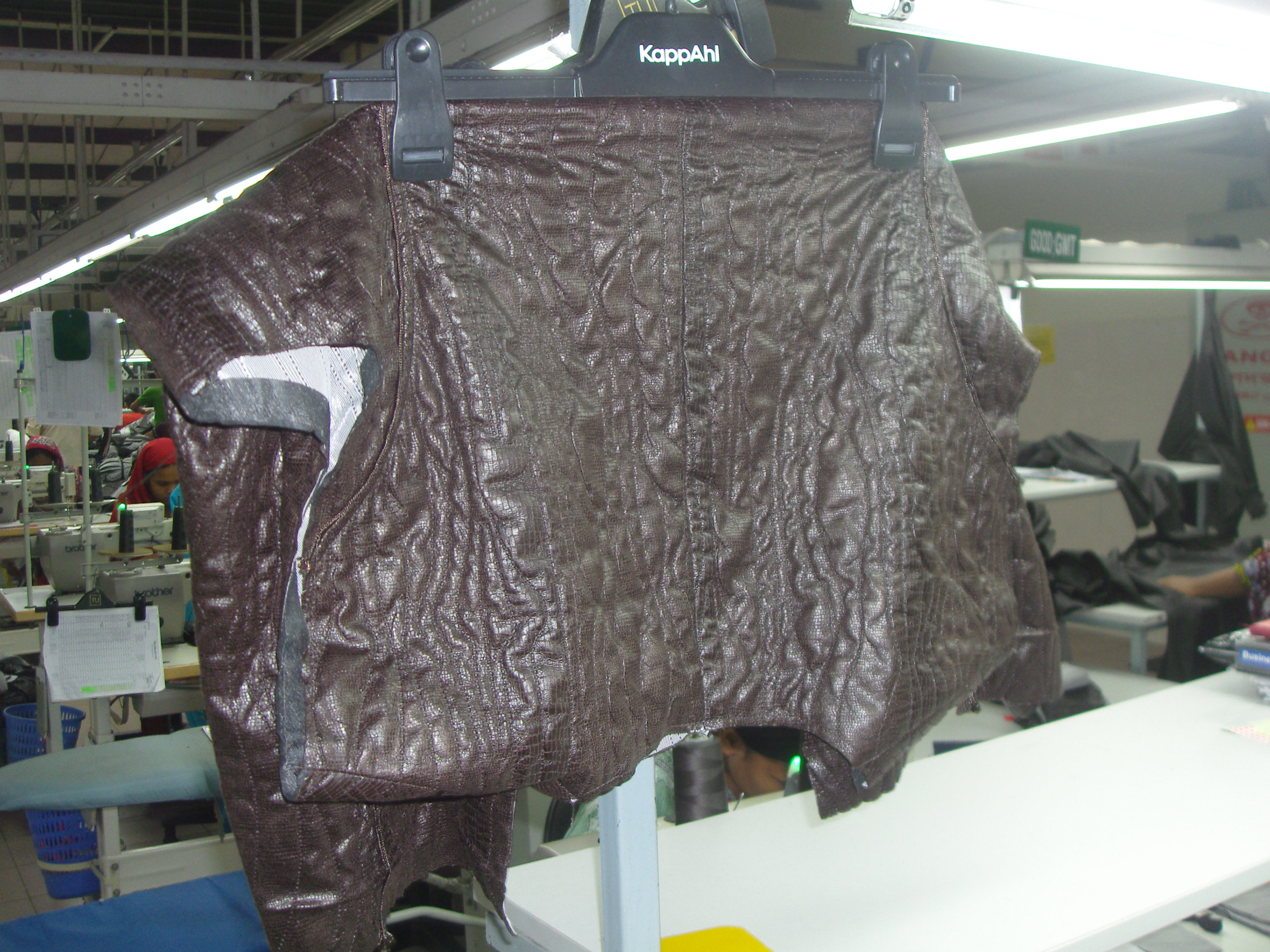
バングラデシュの皮革産業。バングラデシュの首都ダッカの約50万人の住民は、自宅近くのなめし工場からの化学物質汚染により深刻な健康問題の危険にさらされています。

## 文化的変化

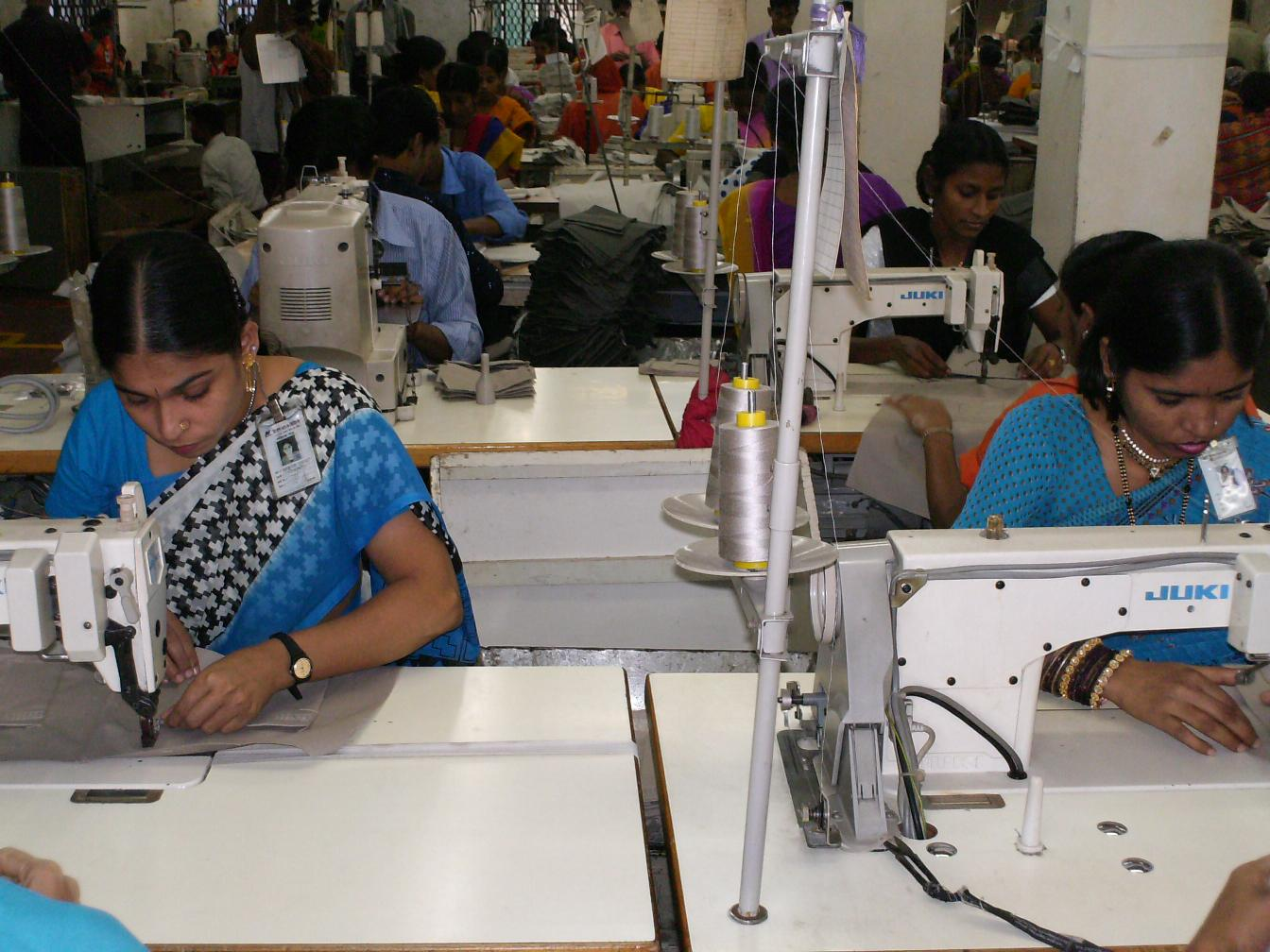
衣料産業は、放置された女性の経済的地位を支援するだけでなく、社会的地位も与えています。

## 既製服（RMG）産業

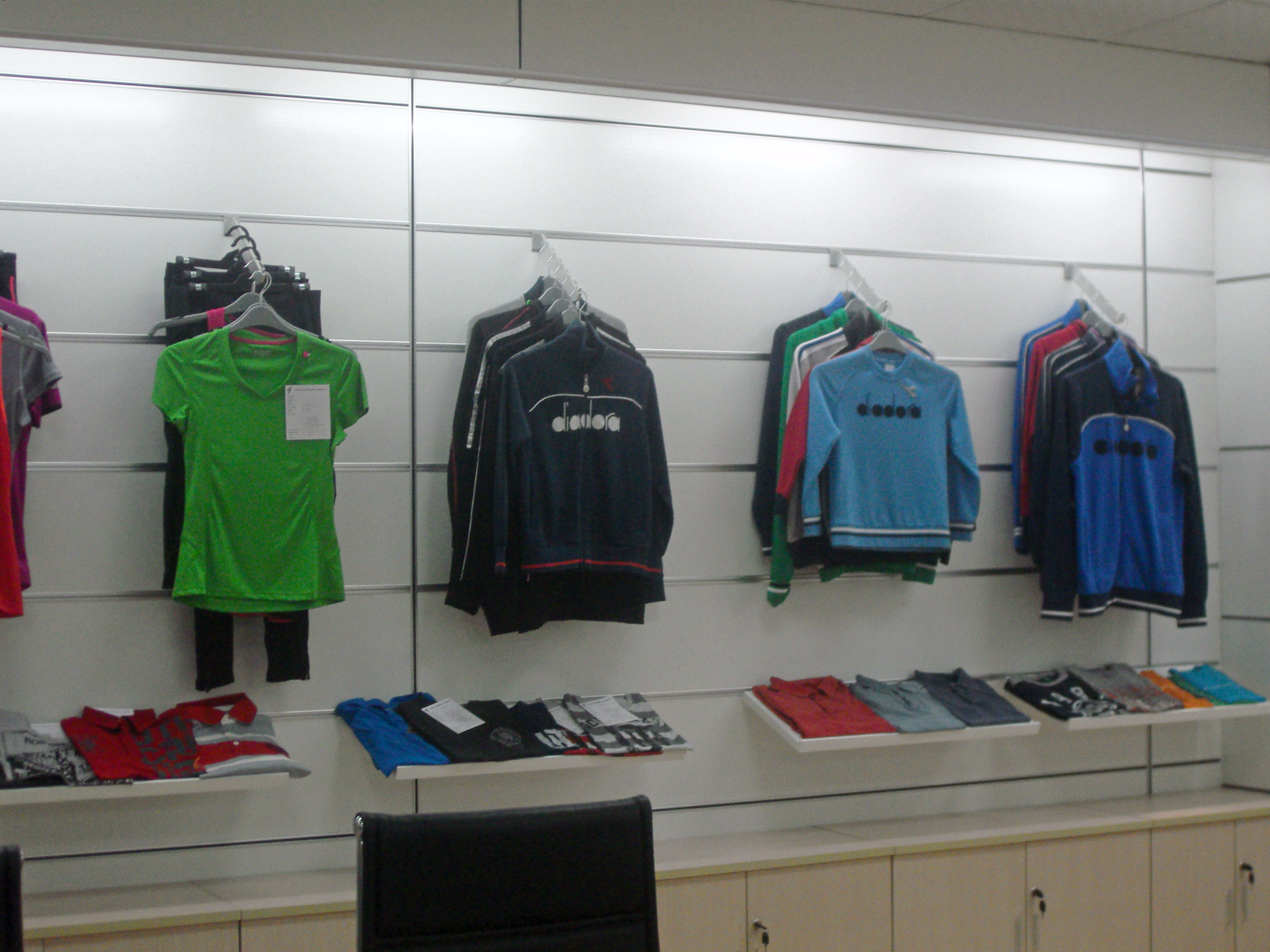
バングラデシュ製の衣料品

### 貿易協定

#### 1974年多角的繊維取極（MFA）と韓国の大宇

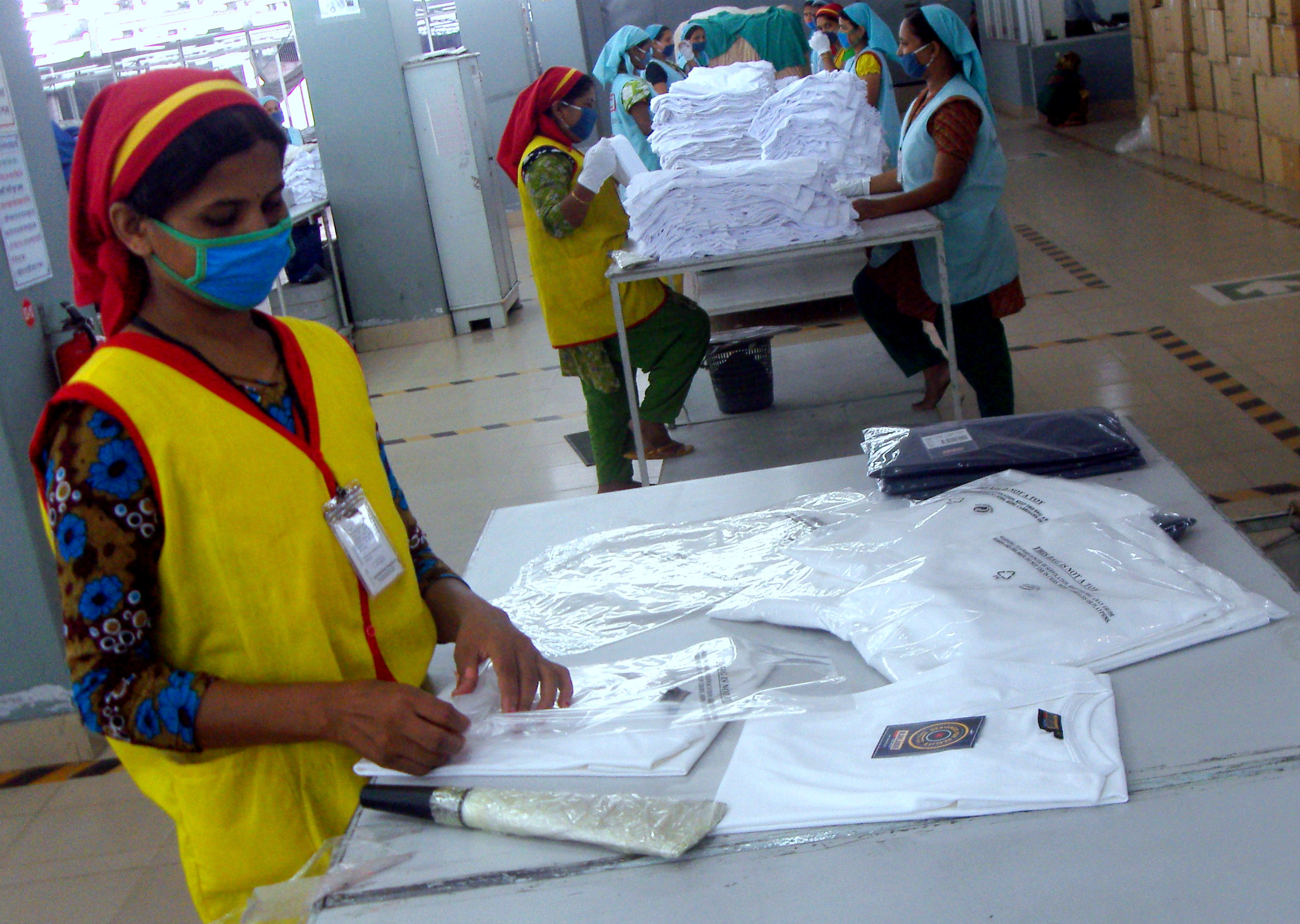
バングラデシュの既製の縫製工場でのTシャツの品質チェック

| 輸出市場           | アメリカ（繊維） | アメリカ（衣類） | EU（繊維） | EU（衣類） |
| ------------------ | ---------------- | ---------------- | ---------- | ---------- |
| 1995年の市場シェア | <3％             | 4％              | <3％       | 3％        |
| 2004年の市場シェア | 3％              | 2％              | 3％        | 4％        |

## ギャラリー

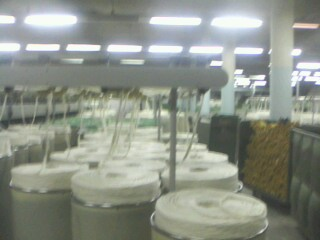
生地作りのための綿加工
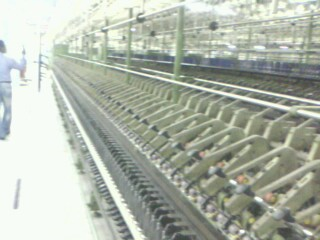
ファブリック生産
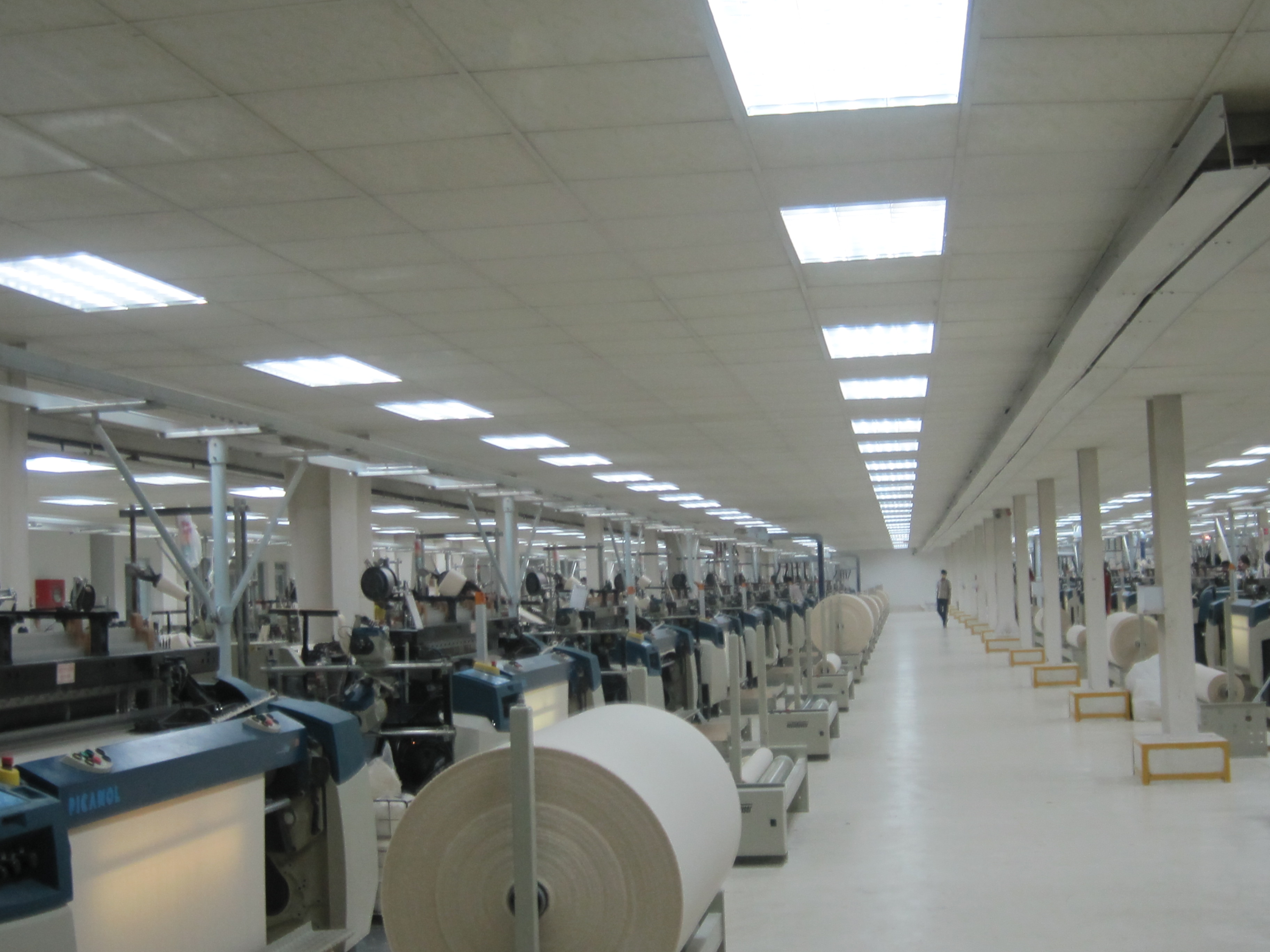
ファブリック生産
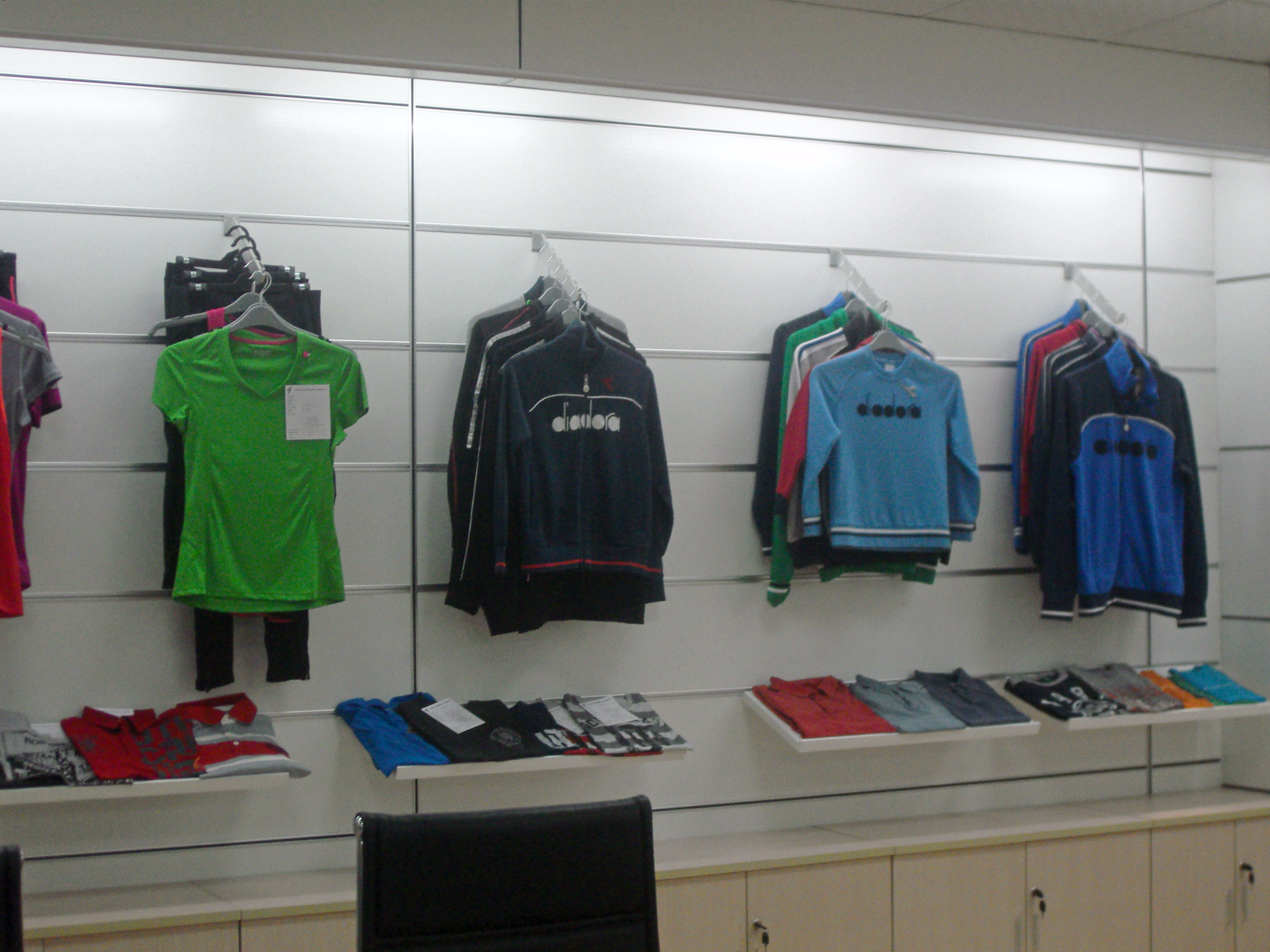
ニットウェアの工場ショールーム
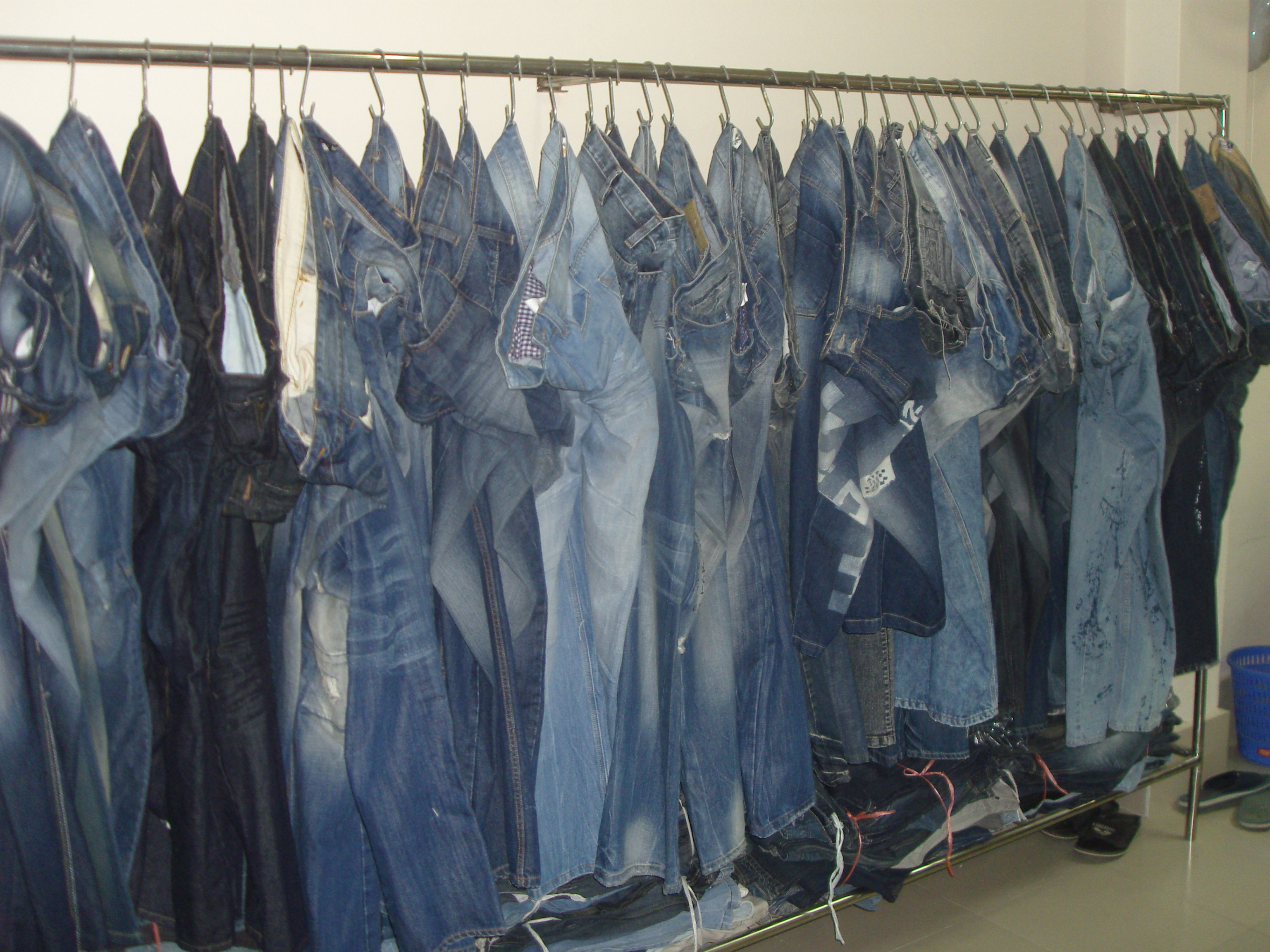
工場のショールームでデニム
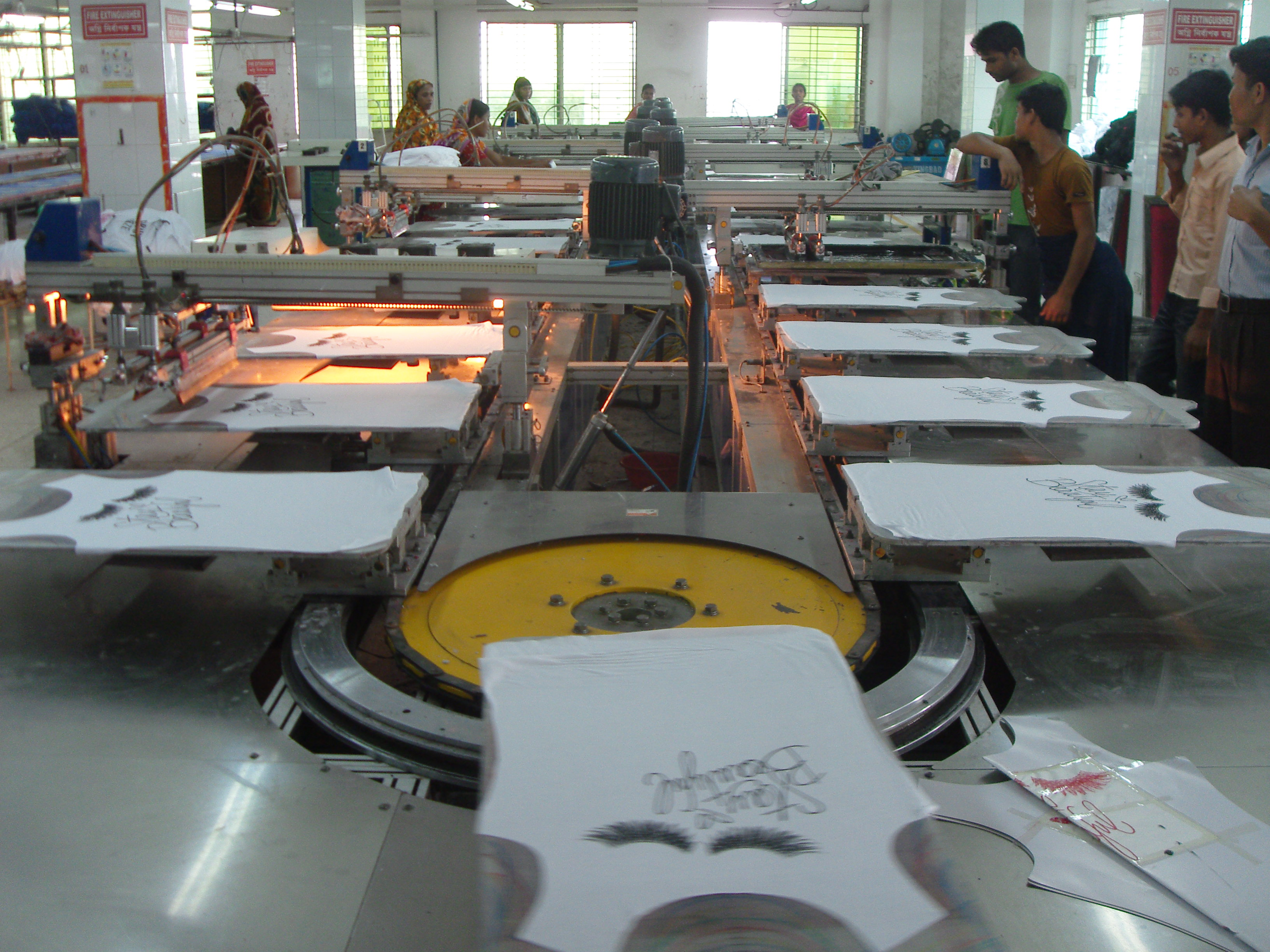
自動印刷機
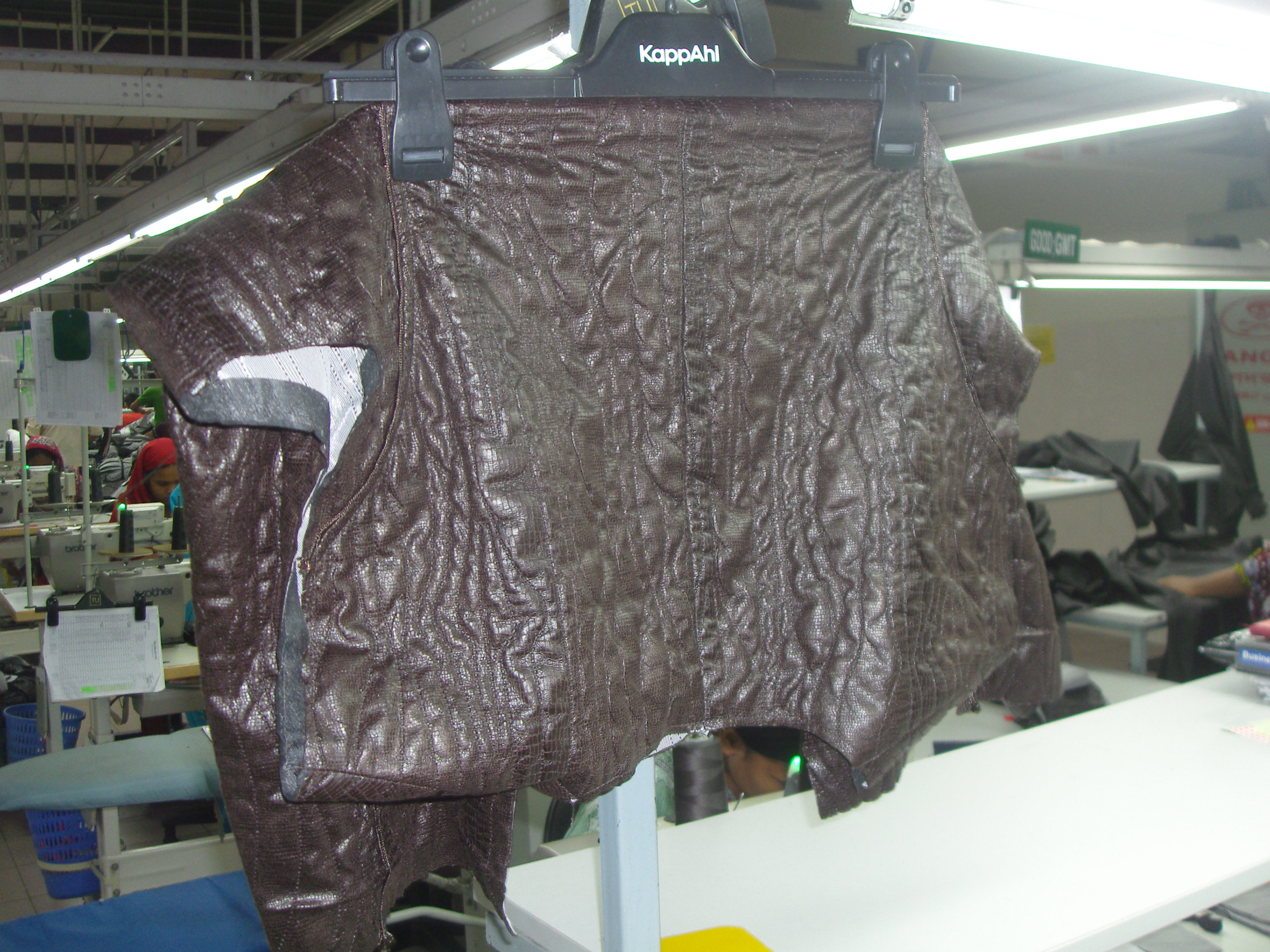
人工皮革ジャケットの製造
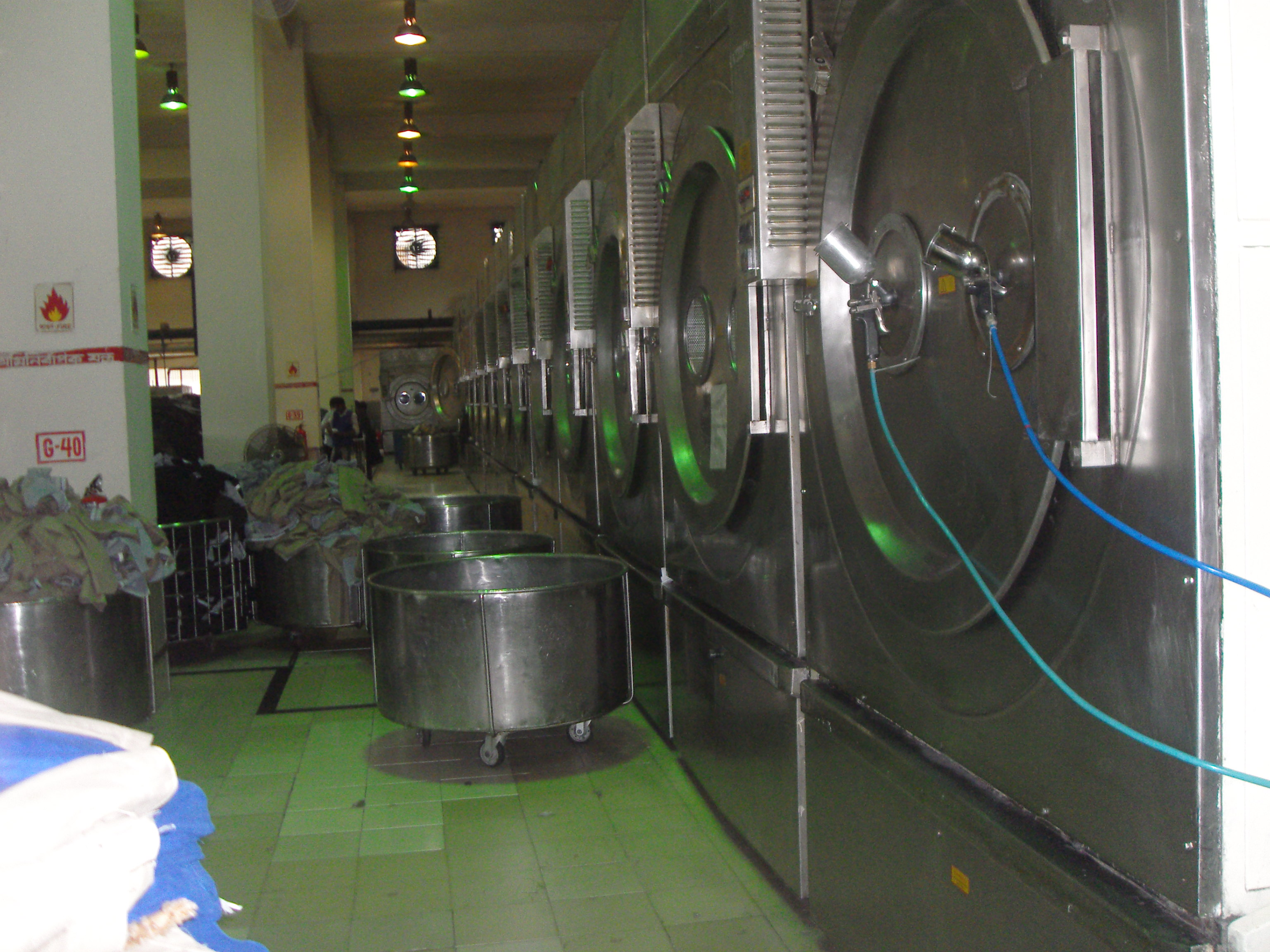
既製服のための洗濯工場の機械。
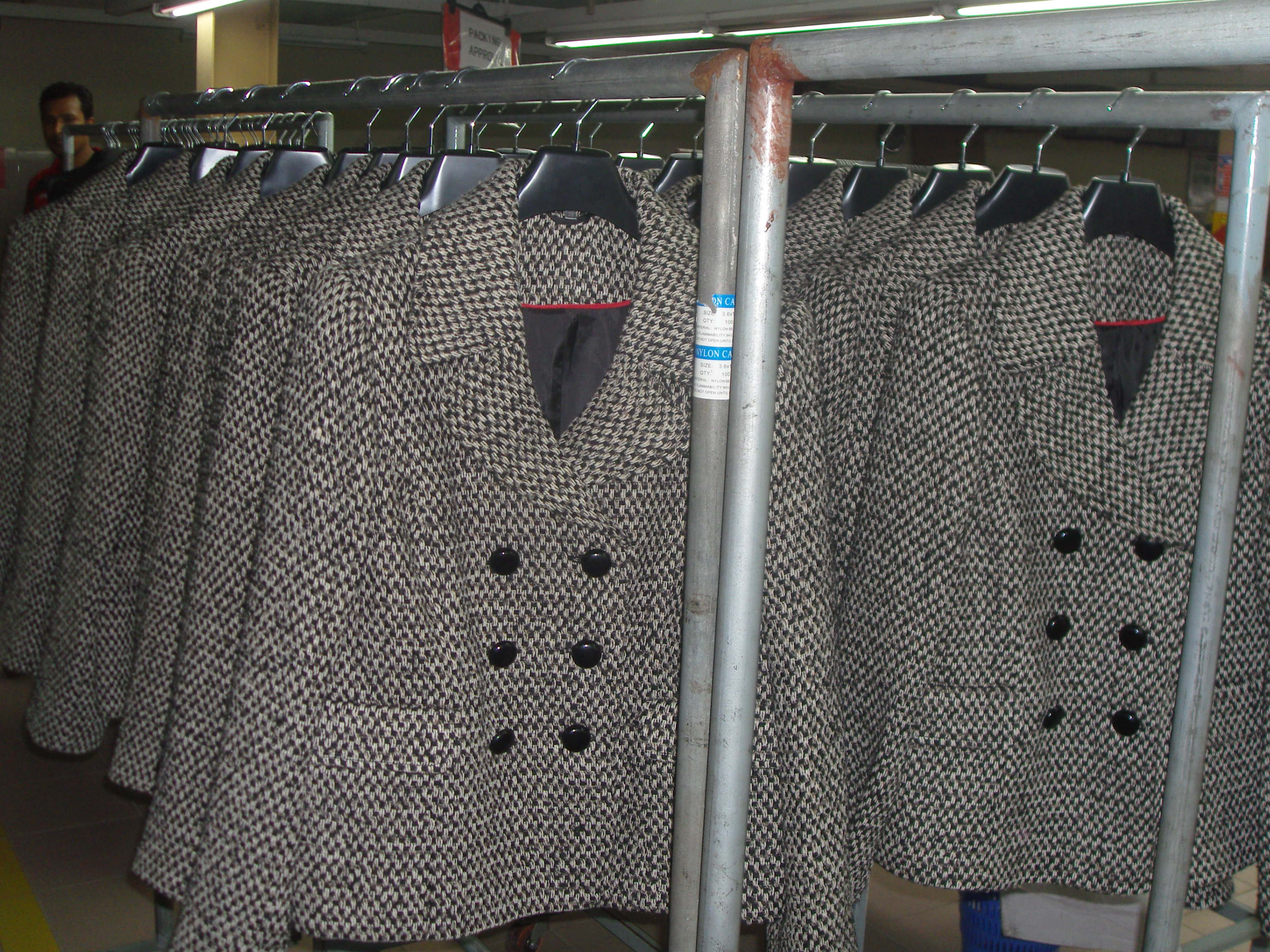
ブレザー制作
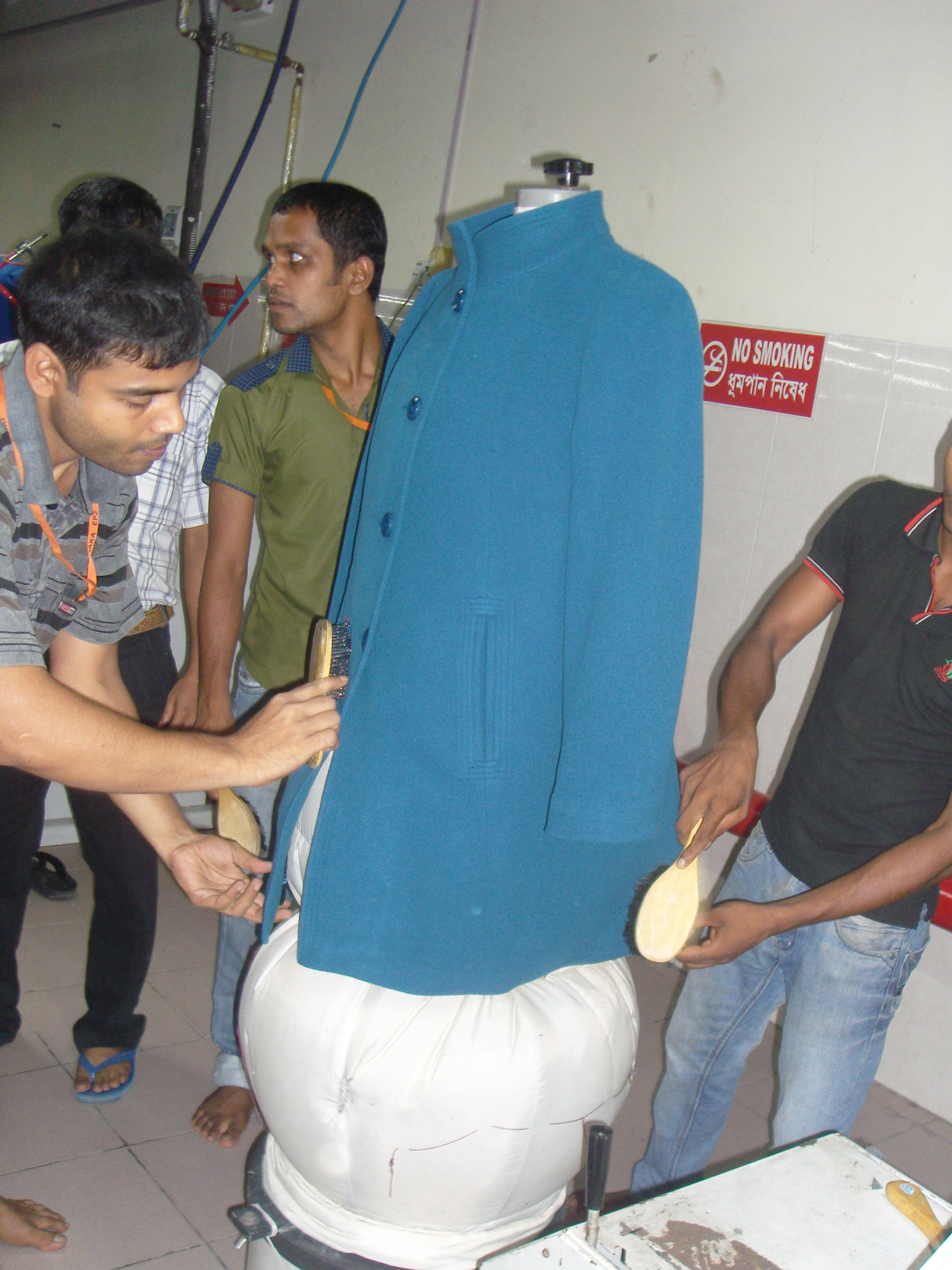
既製服工場でのトレンチコート生産
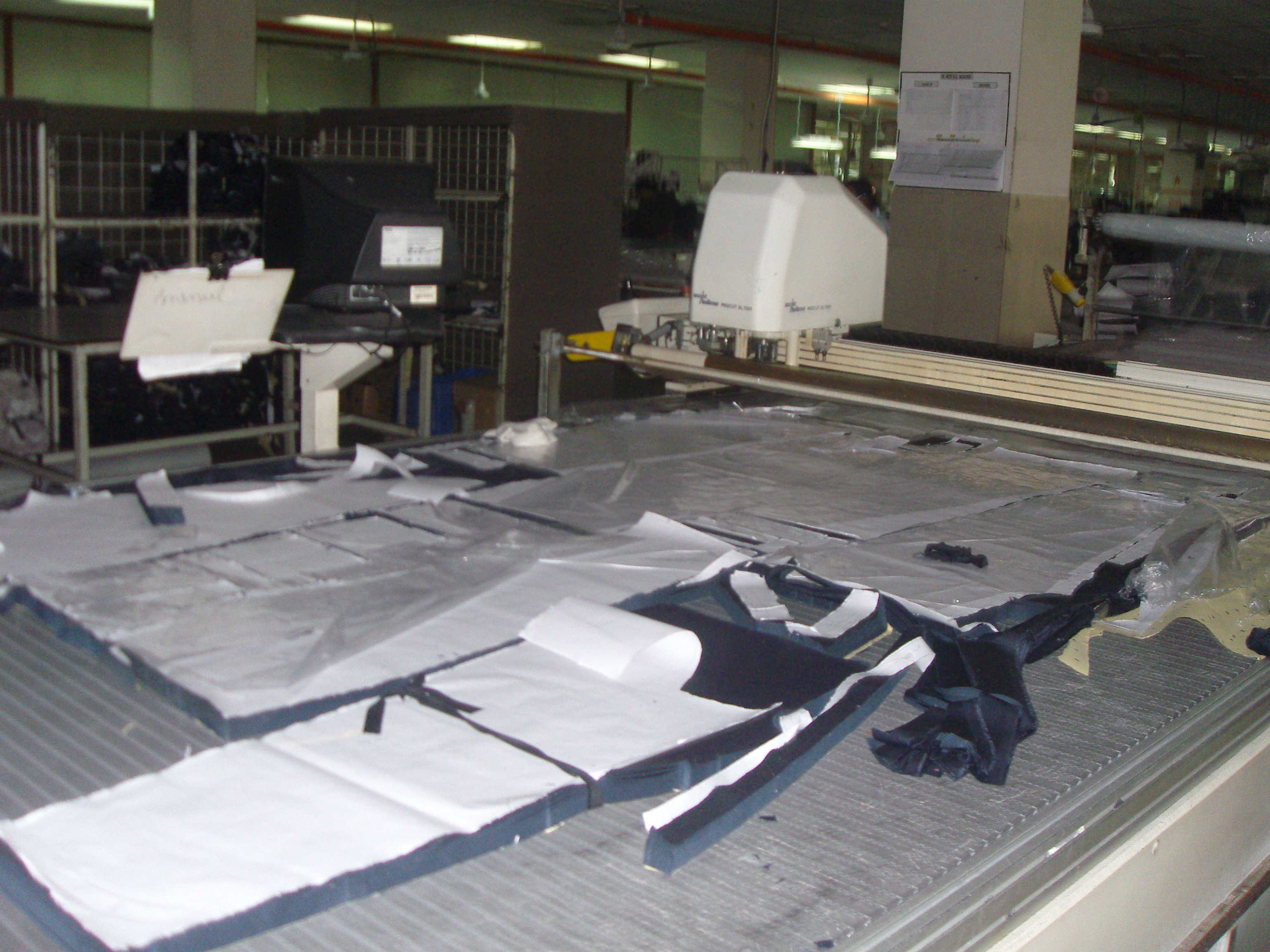
縫製工場のコンピューター切断機
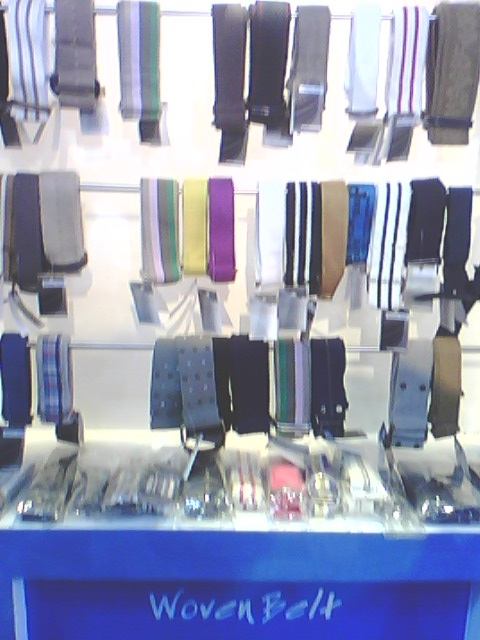
ローカルトリムベルト
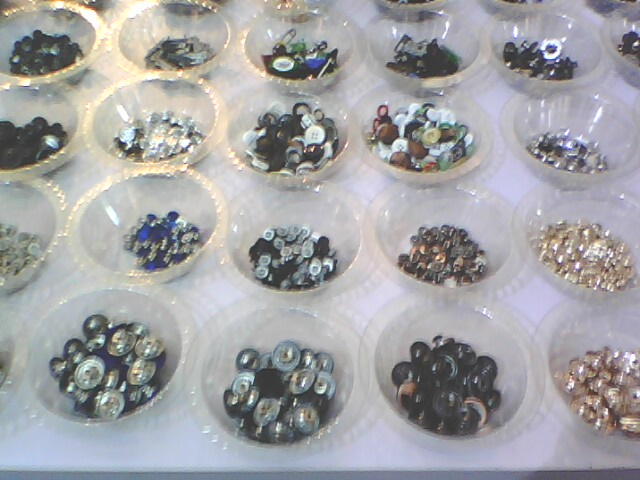
金属ボタン生産
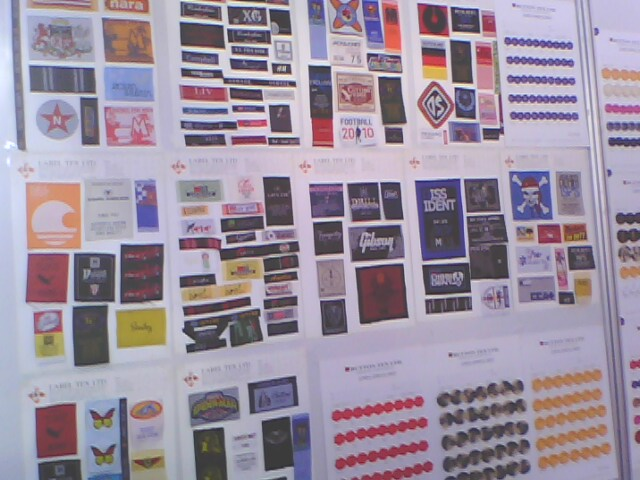
織ラベル
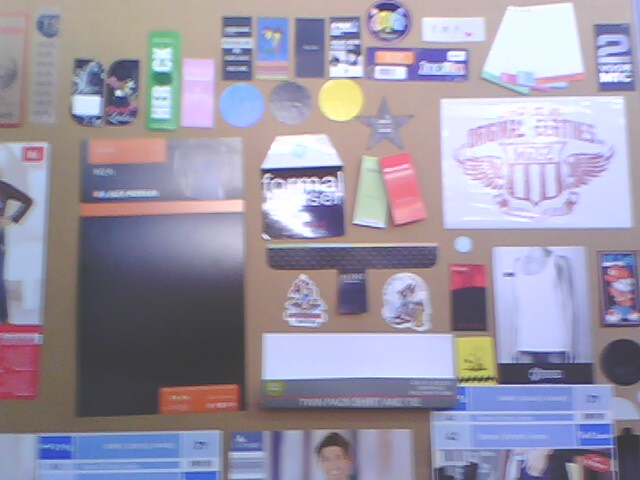
紙のアイテム
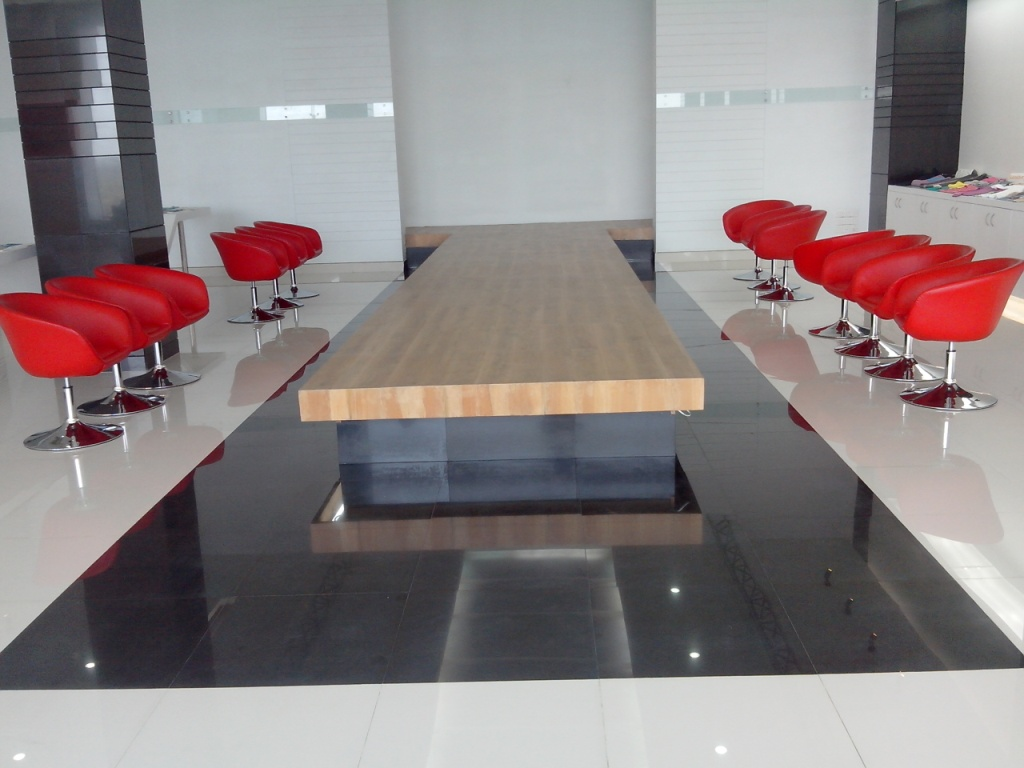
服工場のファッション滑走路

## 参照資料
1. ↑  "Reproductive Health and Rights is Fundamental for Sound Economic Development and Poverty Alleviation," United Nations Population Fund. Retrieved 9 June 2009.
2. ↑  “Textiles on the WTO Website”.   WTO Secretariat. 2008年11月3日時点のオリジナルよりアーカイブ。2008年10月29日閲覧。
3. ↑  Latifee, Enamul Hafiz (2016年2月2日). “RMG sector towards a thriving future”. The Daily Star
4. ↑  Paul, Ruma; Quadir, Serajul (2013年5月4日). “Bangladesh urges no harsh EU measures over factory deaths”. Reuters
5. ↑  “Garment industries in Bangladesh and Mexico face an uncertain future”.   Textiles Intelligence (2003年10月15日). 2009年8月7日閲覧。
6. ↑  Hossain, Latifee, Md. Sajib, Enamul Hafiz (2017年8月6日). “Readymade garment industries going green”. The Financial Express (International Publications Limited)
7. ↑  Ullah, Anam (2015). “Is Neoliberal Globalization Grief For Labour? An Experience Of Bangladeshi Garment Industry”. Middle East Journal of Business 10 (2):  55–60. doi:10.5742/MEJB.2015.92640.
8. ↑  Hossain, Md. Sajib; Kabir, Rashedul; Latifee, Enamul Hafiz. “Export Competitiveness of Bangladesh Readymade Garments Sector: Challenges and Prospects”. International Journal of Research in Business and Social Science (2147-4478) 8 (3):  51. doi:10.20525/ijrbs.v8i3.205.
9. ↑  Lawrence B. Lesser. "Historical Perspective". A Country Study: Bangladesh (James Heitzman and Robert Worden, editors). Library of Congress Federal Research Division (September 1988). This article incorporates text from this source, which is in the public domain.About the Country Studies / Area Handbooks Program: Country Studies - Federal Research Division, Library of Congress
10. ↑  Richard Maxwell Eaton (1996), The Rise of Islam and the Bengal Frontier, 1204-1760, page 202, University of California Press
11. ↑  John F. Richards (1995), The Mughal Empire, page 202, Cambridge University Press
12. ↑  Om Prakash, "Empire, Mughal", History of World Trade Since 1450, edited by John J. McCusker, vol. 1, Macmillan Reference USA, 2006, pp. 237-240, World History in Context. Retrieved 3 August 2017
13. ↑  Fernandes, Leela. Routledge Handbook of Gender in South Asia. Abingdon, Oxon: Routledge, 2014.